# Olimpia Maidalchini

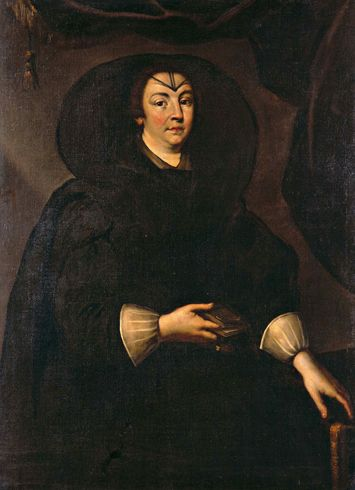
Jodocus van Hamme (1620–1657): Olimpia Maidalchini

Olimpia Maidalchini-Pamphilj (* 26. Mai 1591 in Viterbo; † 26. September 1657 in San Martino al Cimino) war eine bedeutende Person in der Papstgeschichte um die Mitte des 17. Jahrhunderts.

## Herkunft
Olimpia Maidalchinis Eltern waren Sforza Maidalchini und Vittoria Gualtieri, die beide zu Familien des Stadtadels von Viterbo gehörten. Sie verbrachte ihre Kindheit im dortigen Kloster San Domenico, erfuhr aber nur eine mäßige Erziehung. Dem Drängen ihrer Eltern, Nonne zu werden, widersetzte sie sich erfolgreich und heiratete am 28. September 1608 Paolo Nini aus einer gleichfalls einflussreichen Familie. Dieser starb jedoch schon im Jahre 1611 wie auch beider einziger Sohn Nino.

## Gesellschaftlicher Aufstieg
Ende 1612 ging Olimpia ihre zweite Ehe ein, und zwar mit dem 32 Jahre älteren Pamphilio Pamphilj, Mitglied einer wenige Jahre zuvor mit einem ersten Kardinal in die führenden Ränge der stadtrömischen Aristokratie aufgestiegenen Familie, die ursprünglich aus dem umbrischen Gubbio stammte. Der Neffe dieses Kardinals namens Giovanni Battista Pamphilj (von 1644 bis 1655 Papst Innozenz X.), hatte damals bereits seine lange Karriere im Dienste der päpstlichen Kurie begonnen; er wurde der Schwager Olimpias. Im Jahre 1619 wurde die erste Tochter, Maria Flaminia, geboren, am 21. Februar 1622 in Neapel der Sohn Camillo Francesco Maria Pamphilj, als sich die Eltern dort aufhielten, weil Giovanni Battista sie mitgenommen hatte, der am Königshof als Gesandter der Päpste Paul V. und Gregor XV. weilte. Das Ehepaar kehrte 1625 nach Rom zurück, wo 1629 die zweite Tochter Costanza zur Welt kam. Zehn Jahre später starb Pamphilio, während Maria Flaminia 1640 den genuesischen Adligen Andrea Giustiniani heiratete, Sohn des in Rom wirkenden Marchese Vincenzo Giustiniani der Jüngere. Die Tochter dieses Ehepaares erhielt den Namen Olimpia.

## Machtstellung als Papst-Schwägerin
Als Giovanni Battista Pamphilj nach dem Tode von Urban VIII. am 14. September 1644 zum Papst gewählt wurde und den Namen Innozenz X. annahm, gewann Olimpia Maidalchini eine herausragende Stellung. Inwieweit sie selbst zur Wahl ihres Schwagers beitrug, bleibt offen. Kurz darauf änderte der neue Papst zu ihren Gunsten sein Testament und setzte sie als Universalerbin seiner weltlichen Habe ein. Schon rasch zeigte sich der neue gesellschaftliche Rang, als wenig später Olimpias zweite Tochter Costanza den Fürsten von Piombino, Niccolò Albergati Ludovisi, den Neffen von Papst Gregor XV., heiratete. Am 14. November 1644 kreierte Innozenz seinen 22-jährigen Neffen Camillo zum Kardinal und übertrug ihm weitere Ämter als nomineller Befehlshaber der päpstlichen Truppen. Der junge Kardinal mit der Titelkirche Santa Maria in Domnica verblieb jedoch unter der Aufsicht des Kardinalstaatssekretärs Giovanni Giacomo Panciroli.

### Erste Jahre in gesellschaftlicher Führungsrolle
Im Jahre 1645 erwarb Innozenz zur Ausstattung seiner Familie von der Apostolischen Kammer den südlich Viterbos liegenden Ort San Martino al Cimino, erhob ihn zum Fürstentum mitsamt den weiter nördlichen Dörfern Montecalvello, Grotta Santo Stefano und Vallebona und übertrug dieses seiner Schwägerin zu eigenem Rechte. Eine Inschrifttafel, die in den Fußboden der mächtigen Klosterkirche am nördlichen Rande des heutigen Stadtteils von Viterbo eingelassen ist, weist Olimpia als Fürstin aus und hebt ihre Verdienste bei der Renovierung der Kirche hervor; der Text mag von Olimpia selbst formuliert worden sein.

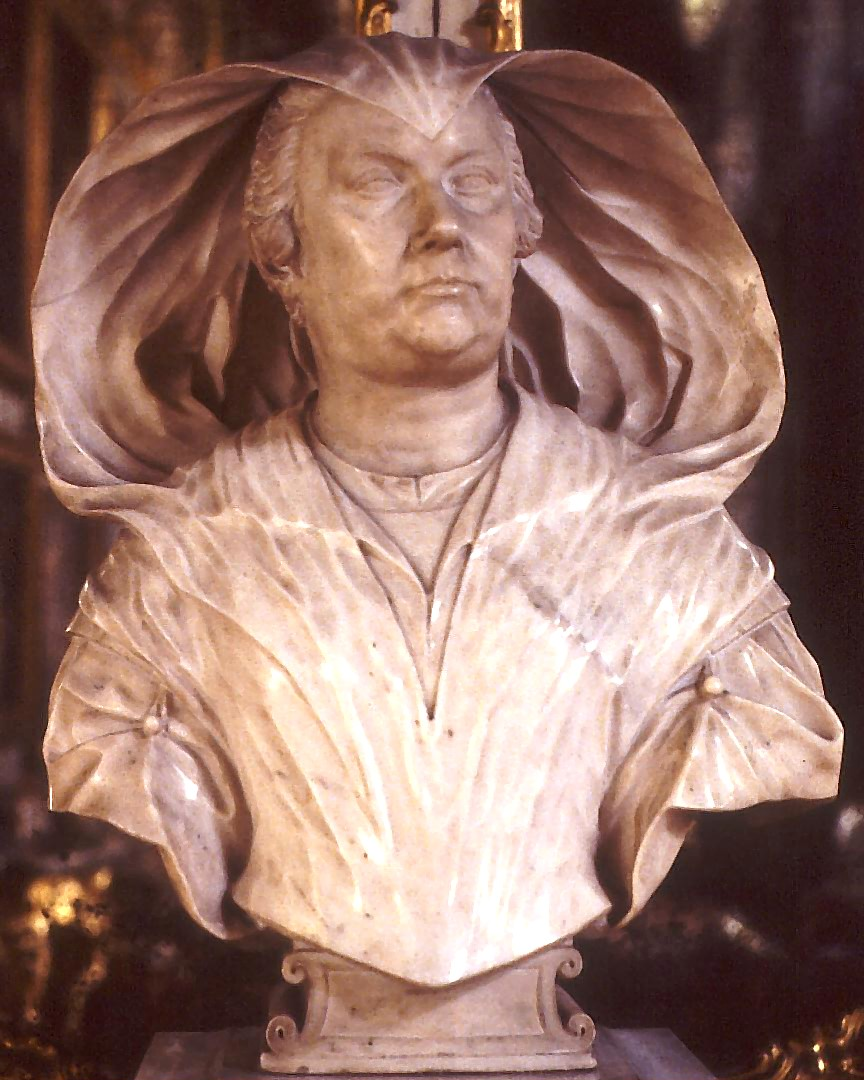
Alessandro Algardi: Porträtbüste der Olimpia Maidalchini, Rom, Galleria Doria Pamphili

Aufgrund ihrer Stellung nahm die neue Fürstin an Staatsakten des Papstes teil, was nicht verwundert, aber das römische Volk zu ersten Spottversen reizte, welche als Pasquinaden bezeichnet werden: Diese wurden in Form von Zetteln an einer fragmentarischen antiken Marmorstatue, die als Pasquino bekannt ist, nächtens angeheftet. Eine Kuriosität besonderer Art ist die unmittelbare Nachbarschaft dieses antiken Stückes mit anderer Zweckbestimmung zum damals im Bau befindlichen Palazzo Pamphilj.
Im selben Jahre 1646 schuf der Bildhauer Alessandro Algardi die ausdrucksstarke Marmorbüste Olimpias, die sich heute in der Galleria Doria Pamphilj in Rom befindet: Die Willenskraft der Dargestellten ist an ihr unmittelbar abzulesen.
Am 7. Januar 1647 vollzog Kardinalnepot Camillo Pamphilj einen Mutter und Onkel lange Zeit nicht willkommenen Schritt, als er seine Kardinalswürde niederlegte, um am 10. Februar eine reiche Erbin aus der Hocharistokratie zu heiraten. Es war Olimpia Borghese, geborene Aldobrandini, die Fürstin von Rossano und Meldola sowie Erbin ihrer Familie. Sie brachte ihrem Gatten die Hälfte des Vermögens der Aldobrandini ein, darunter die nach diesen benannte Villa in Frascati. Dorthin zog sich das Paar nach der Hochzeit zurück, an der weder der Papst noch die Mutter bzw. Schwiegermutter teilgenommen hatten. In der Zukunft bildeten diese beiden Frauen gleichen Namens eine markante Gegnerschaft aus, die teilweise die päpstliche Politik unglücklich mitbestimmte.
Am 7. Oktober 1647 ernannte Innozenz X. den Neffen von Olimpia, Francesco Maidalchini, Sohn ihres älteren Bruders, zum neuen Kardinalnepoten, doch traf diese Entscheidung nicht auf ungeteilte Zustimmung. Seine Tante nahm derweil zwar nicht direkt an den realen Staatsgeschäften teil, sie wirkte aber bei der Zuerkennung von Gunsterweisen mit.

### Bautätigkeit

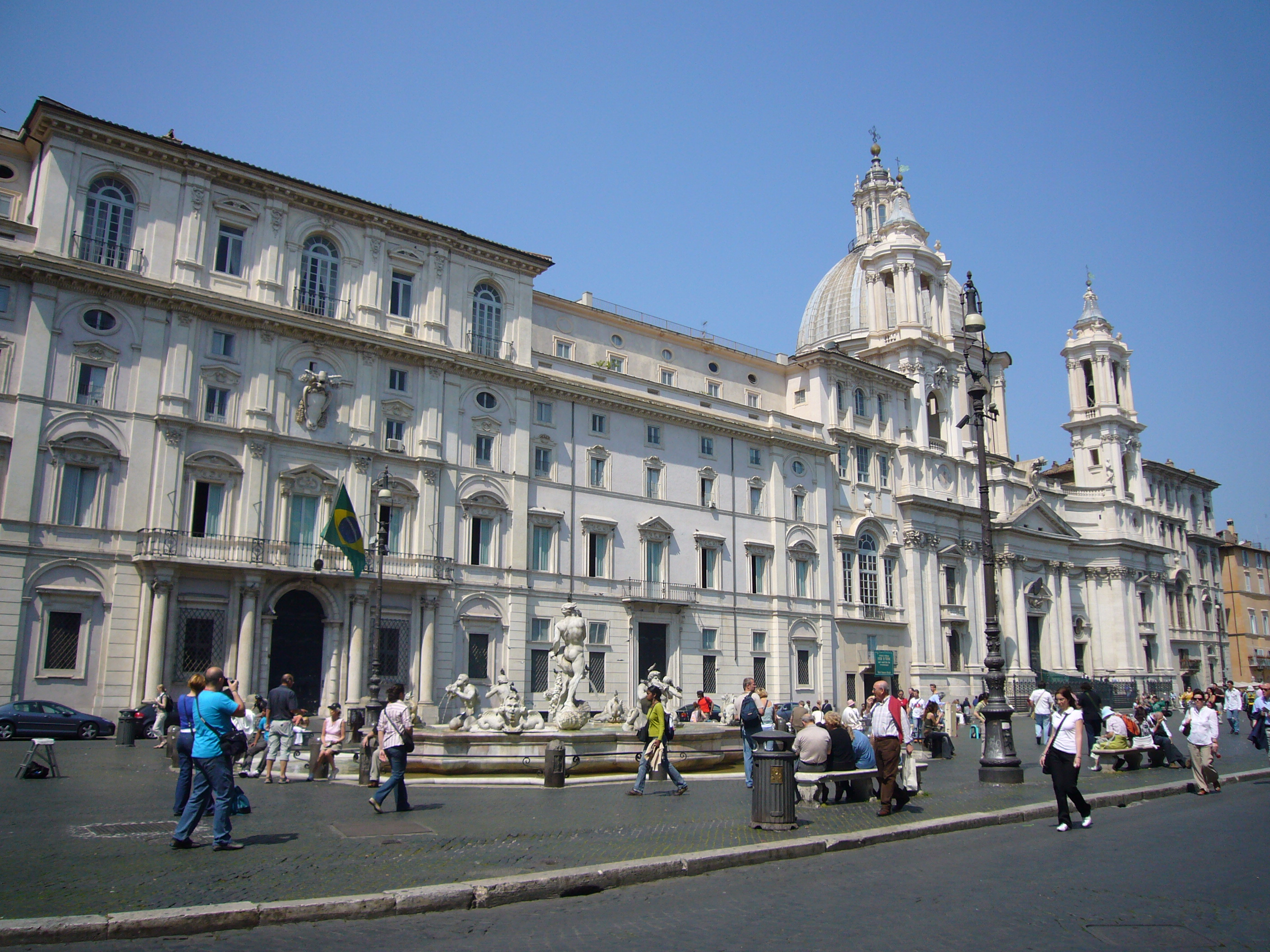
Der Palazzo Pamphilj an der Piazza Navona sowie die Kirche Sant’Agnese in Agone

Besonderes Augenmerk wandte Olimpia mit päpstlichem Geld der Bautätigkeit zu. An der heutigen Piazza Navona wurde zwischen 1644 und 1650 von den Architekten Girolamo Rainaldi und Francesco Borromini der Palazzo Pamphilj errichtet, an Stelle mehrerer ererbter Häuser der Familie Pamphilj, den der Papst seiner Schwägerin schenkte und an dessen Innenausstattung Olimpia ausdrücklich mitwirkte. Direkt daneben wurde seit 1652 die Kirche Sant’Agnese in Agone erbaut, die aber erst nach des Papstes Tode von Carlo Rainaldi 1672 vollendet wurde. Erst viel später wurde Innozenz in ihr beigesetzt. Vor ihrer Fassade schuf Gian Lorenzo Bernini, ein besonderer Günstling Olimpias in Kunstangelegenheiten und von ihr dem Papste empfohlen, 1648 bis 1651 den Vierströmebrunnen. Außerhalb der Stadtmauer wurde westlich Roms nahe der Porta San Pancrazio zwischen 1644 und 1652 die Villa Pamphilj in einem weiten Landschaftsareal erbaut: Sie ist ein mit antiken Statuen an den Außenfassaden geschmücktes Gebäude, das auch als Casino di Bel Respiro (Casino der schönen Erholung) bezeichnet wird.
Schließlich widmete Olimpia ein besonderes Augenmerk dem Ausbau ihres kleinen Fürstentums und speziell dessen Hauptort, der nach modernen urbanistischen Kriterien als Landresidenz neu gestaltet wurde. Neben der Klosterkirche wurde ebenfalls ein neuer Palazzo Pamphilj errichtet, ein recht einfaches Bauwerk ohne aufwändigen Außenschmuck. Die Hauptstraße mit einheitlich gestalteten kleinen Wohnhäusern und mehreren Brunnen sowie zwei seitliche Nebenstraßen an den der Stadtmauer angefügten Häusern entlang führen nach Süden, wo ein Prunktor mit Bauinschrift und Papstwappen das ganze Ensemble abschließt. Der neu errichtete Ort hat dabei fast genau die Form der römischen Piazza Navona. Die Fürstin soll bei ihren wirtschaftlichen Unternehmungen nicht zimperlich gewesen sein und sogar eine Reihe von einträglichen Bordellen in Rom unterhalten haben, die gerne vom Klerus besucht worden seien.

### Letzte Zeit im Machtzentrum

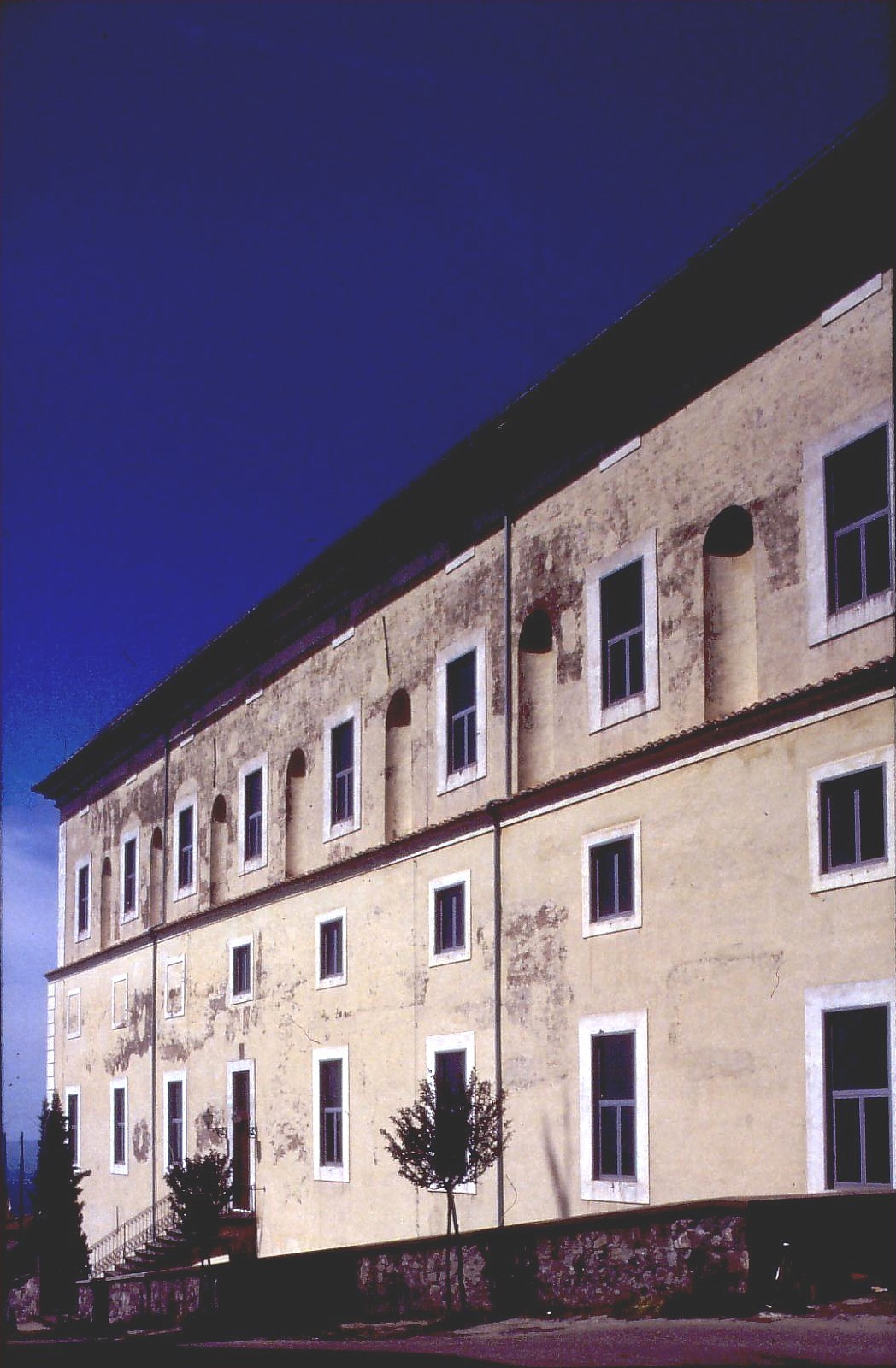
Palazzo Pamphili, San Martino al Cimino

Nachdem am 24. Juni 1648 der nach seinem Großonkel benannte Sohn von Camillo Pamphilj und Olimpia Aldobrandini, Giovanbattista, geboren worden war, kehrten die Eltern nach Rom zurück und nahmen im Palazzo Farnese Wohnung.
1649 ließ Olimpia Maidalchini unter dubiosen Umständen Reliquien der heiligen Francesca Romana nach San Martino al Cimino bringen, was ihr merklichen Widerwillen der römischen Bevölkerung einbrachte. Am Vorabend des Heiligen Jahres 1650 nahm sie an der feierlichen Zeremonie teil, bei der Innozenz X. die heilige Pforte des Petersdoms öffnete. Im gleichen Jahr schuf der Maler Diego Velázquez ihr heute verlorenes Porträt, während das gleichzeitige Bildnis des Papstes erhalten ist.
Noch 1650 kam es zu einer Verstimmung zwischen Papst und Schwägerin, als jener im September einen neuen Kardinalnepoten aus der weiteren Verwandtschaft, Camillo Astalli, berief. Schon im Juni hatte er Olimpias Recht, über die Familiengüter nach Gutdünken zu verfügen, widerrufen. Die so merklich Brüskierte zog sich daraufhin für längere Zeit in den gerade vollendeten Palazzo Pamphilj in Rom zurück.
Erst im März 1653 brachten die beiden Schwestern des Papstes, die als Nonnen in Viterbo lebten, eine Familienversöhnung zustande, welche durch die im April erfolgte Geburt des zweiten Sohnes von Camillo und Olimpia, Benedetto, bekräftigt wurde; dieser wurde im Jahre 1681 selbst Kardinal. Überdies heirateten im Juni Olimpia Giustiniani und Fürst Maffeo Barberini, was die Versöhnung der beiden Papstfamilien der Barberini und Pamphilj bewirkte. Zugleich kehrte Olimpia Maidalchini ins öffentliche Leben Roms zurück. Diese neue Situation fand ihre Bekräftigung am 12. Oktober 1653, als der Papst seine Verwandte in deren Fürstentum besuchte und ihrem Willen zur Entmachtung von Kardinal Astalli nachgab. Mitte 1654 schließlich setzten sich Papst und Fürstin gegenseitig als Erben ein.
Am 14. Dezember 1654 zog sich Innozenz X. bei einem Besuch in der Villa Pamphilj eine Erkältung zu, von der er sich nicht mehr erholte. Sein Krankenbett im Vatikan zu besuchen, verwehrte Olimpia der seit 1650 amtierende Kardinalstaatssekretär Fabio Chigi. Als der Papst am 7. Januar 1655 starb, hatten sich beide nicht mehr wiedergesehen, und das Begräbnis wurde in auffallend einfacher Form durchgeführt: Die Schwägerin soll sich geweigert haben, für die Begräbniskosten aufzukommen, weil sie behauptete, eine arme Witwe zu sein. Das Grabdenkmal des Papstes in Sant’Agnese in Agone ließ erst im Jahre 1730 ein Nachfahre errichten.

## Exil, Tod und Nachwirken

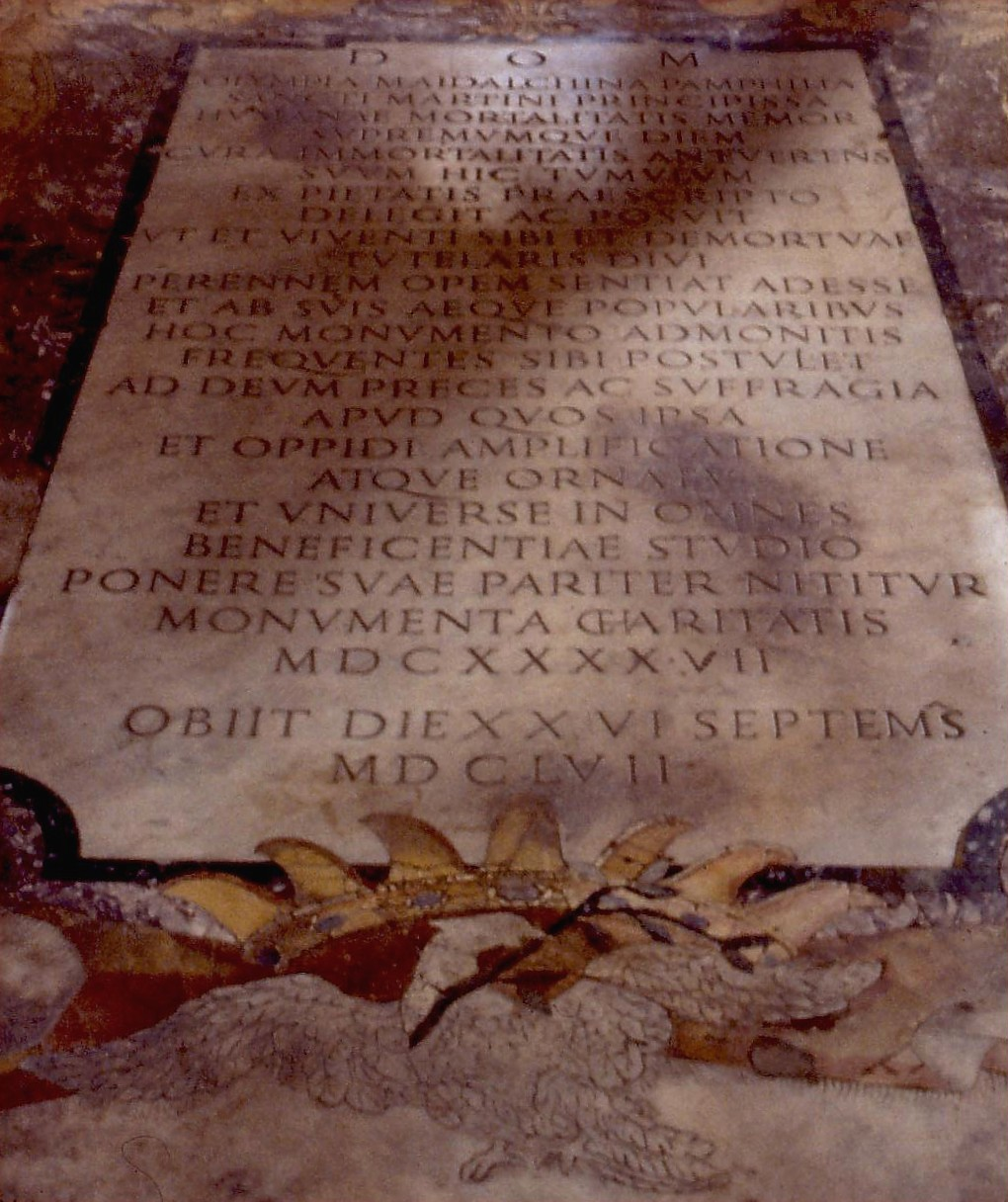
Grabinschrift der Olimpia Maidalchini, San Martino al Cimino, Klosterkirche

Im Konklave nach Innozenz’ Tode wandte sich die Mehrheit der Kardinäle rasch gegen die Familie Pamphilj. Am 7. April wurde daraufhin Fabio Chigi zum neuen Papst gewählt und nahm den Namen Alexander VII. an. Eine seiner ersten Entscheidungen war die Verbannung Olimpias aus Rom. Diese zog sich zuerst nach Viterbo, dann nach San Martino al Cimino zurück. Hier starb sie am 26. September 1657 an der Pest und wurde in der Klosterkirche in einer Seitenkapelle des Chores beigesetzt, wo eine Inschrift im Fußboden an sie erinnert. Ihre Barhinterlassenschaft soll zwei Millionen Scudi betragen haben.
In den zahlreichen Pasquinaden wurde Olimpia nicht nur als „Olim Pia“ (einstmals Fromme), sondern auch als „Pimpaccia di Piazza Navona“ („die Aufgetakelte von der Piazza Navona“) verunglimpft. Zudem wurde ihr eine angebliche Liebschaft mit ihrem Haushofmeister angedichtet. Außerdem widmeten sich Schmähschriften ihrer Beeinflussung des päpstlichen Schwagers: So wurde sie als „Beinahe-Päpstin“ bezeichnet. Schon 1666 erschien in Genf eine solche Darstellung unter dem harmlosen Titel „Vita di Donna Olimpia Maidalchini“, die mit ihren französischen, englischen und holländischen Übersetzungen das Bild Olimpias als Hauptvertreterin des degenerierten Nepotismus bestimmte.
Die Familie Pamphilj starb im Jahre 1760 mit Girolamo Pamphilj aus, der sein Grab in derselben Kapelle wie seine Vorfahrin fand. Sie ging in der heute ebenfalls in direkter männlicher Erbfolge ausgestorbenen Familie Doria Pamphilj Landi auf, deren adoptierte Erben bis heute den Palazzo Doria-Pamphilj besitzen.